# Беркень, Арно
Арно Беркень (фр. Arnaud Berquin; 1749—1791) — французский писатель наиболее известный как автор книг для детей и подростков, за что и получил прозвище «друг детей» (по названию своей книги «L’Ami des Enfants»).

## Биография
Арно Беркень родился 25 сентября 1749 года близ города Бордо.
Известен идиллиями и романсами, сборником «Tableaux anglais» (1775), в котором помещены отрывки из английской классической литературы, им обработанные. Но больше всего доставил ему известность сборник детских рассказов «L’ami des enfants» (6 т., Париж), за который он удостоился премии Парижской академии (1784 год). Большая часть вошедших в этот сборник рассказов хотя и обработана по Христиану Фридриху Вейссу и мисс Триммер, но легкий, задушевный тон изложения, необходимый в такого рода рассказах, до того удачен, что произведение может считаться вполне оригинальным.
Вместе с Грувеленом А. Беркень издавал журнал «La Feuille villageoise», значительно способствовавший просвещению низших слоев населения Франции.
В своих произведениях автор, помимо моральных наставлений, преследовал цель развития интеллекта своих читателей, сообщая сведения об окружающем их мире в легкой беллетристической форме. Сочинения Беркеня для детей были изданы на русском языке под следующими заглавиями: «Друг детей» (1799 год), «Детский собеседник» (1792 год), «Молодой Грандисон» (1792 год), «Простое введение к познанию природы» (1803 год). Многие труды автора в русских переводах были помещены в первом детском журнале Российской империи «Детское чтение для сердца и разума» Новикова и затем практически во всех последующих русских детских журналах первой половины XIX века. Сочинения писателя вошли и в ряд русских сборников для детей того времени (например, в литературном журнале «Друг детей» (1809), который издавал Н. И. Ильин) и публиковались много позже, иногда, не к чести издателей, даже без указания автора произведений. Следует, отметить, что подобная практика была довольно распространенной: сам Беркень в свою очередь заимствовал материалы из немецкого журнала «Друг детей» (Kinderfreund, 1775 – 1782), который издавал немецкий писатель Христиан Вейсе.
Арно Беркень умер 21 декабря 1791 года в городе Париже.
Полное собрание его сочинений издано в 20 томах (1803), а избранные произведения в четырех томах (Париж, 1836).